# Villenoy
Villenoy település Franciaországban, Seine-et-Marne megyében. Lakosainak száma 5073 fő (2022. január 1.). Villenoy Isles-lès-Villenoy, Mareuil-lès-Meaux, Meaux, Chauconin-Neufmontiers és Vignely községekkel határos.

## Népesség
A település népessége az elmúlt években az alábbi módon változott:
| Lakosok száma | 4274 | 4492 | 4734 | 4903 | 4941 | 4975 | 4982 | 5019 | 5073 |
|               | 2013 | 2015 | 2016 | 2017 | 2018 | 2019 | 2020 | 2021 | 2022 |